# Lucka
Lucka (pronunciación en alemán: /ˈlʊka/ⓘ) es una ciudad situada en el distrito de Altenburger Land, en el estado federado de Turingia (Alemania), a una altitud de 150 metros. Su población a finales de 2016 era de unos 3800 habitantes y su densidad poblacional, 290 hab/km².
Se conoce la existencia de la localidad desde 1320, aunque en 1307 ocurrió en este lugar la batalla de Lucka en la cual los Wettin derrotaron a los Habsburgo. Antes de la unificación de Turingia, Lucka pertenecía al ducado de Sajonia-Altemburgo.
En el término municipal de la ciudad se incluyen las localidades de Breitenhain (de unos 200 habitantes, antiguo municipio incorporado en 1922) y Prößdorf (de unos 300 habitantes, antiguo municipio incorporado en 1994).
Se ubica en el extremo septentrional del distrito y su término municipal es limítrofe con Sajonia.